# Ciclone Idai
Il Ciclone Idai è un ciclone tropicale che si è abbattuto nell'Africa centro-orientale. La tempesta ha causato danni in più nazioni, provocando oltre 1000 morti e decine di migliaia di sfollati.
Idai ha avuto origine da una depressione tropicale formatasi al largo della costa orientale del Mozambico il 4 marzo 2019. Il 9 marzo, la depressione è riemersa nel Canale del Mozambico e il giorno successivo si è trasformata in tempesta tropicale moderata. Il ciclone ha quindi iniziato un periodo di intensificazione, con venti di 175 km/h l'11 marzo.  L'intensità del ciclone è rimasta stagnante per circa un giorno prima di iniziare a ri-intensificarsi. Il 14 marzo, Idai ha raggiunto l'intensità massima, con venti di 195 km/h e una pressione centrale minima di 940 hPa (27,76 inHg). Idai poi ha cominciato a indebolirsi mentre si avvicinava alle coste del Mozambico a causa delle condizioni meno favorevoli. Il 15 marzo Idai è approdato vicino a Beira, in Mozambico, come un intenso ciclone tropicale.
Idai ha provocato forti venti e causato gravi inondazioni in Malawi, Zimbabwe e Mozambico, uccidendo più di mille persone (602 in Mozambico, 344 nello Zimbabwe, 60 in Malawi). Lo straripamento dei fiumi Buzi e Pungue ha sommerso interi villaggi nella regione di Beira che sono rimasti isolati per giorni. Il presidente del Mozambico ha dichiarato che più di 1.000 persone potrebbero essere morte nella tempesta.
Il ciclone ha fortemente colpito le abitazioni, gli edifici pubblici, le strutture sanitarie, il sistema di distribuzione idrica e dell'energia elettrica esponendo le popolazioni colpite e provate dalla fame e dalla sete anche al rischio di diffusione del colera e di altre malattie endemiche. Nelle settimane successive è iniziata una campagna di vaccinazione che ha raggiunto circa 8.000 persone.